# Speicherelement
Speicherelement ist die abstrakte Umschreibung für ein Bauelement, das ein Bit speichert und zwei Zustände besitzt, die logisch mit 0 und 1 bezeichnet werden oder physikalisch mit Low und High.
In der technischen Informatik heißt so die kleinste adressierbare Einheit eines Arbeitsspeichers. Im Allgemeinen sind nur Speicherelemente der Größe 2n Bit mit n ≥ 2 sinnvoll. Übliche Größe ist bis heute 8 Bit, also ein Byte. Früher waren auch Halbbytes (4 Bit = 1 Nibble) oder 7 Bit üblich. In 16-, 32- und 64-Bit-Systemen sind üblicherweise alle Bytes einzeln adressierbar, ein Speicherelement ist also auch dort ein Byte; manchmal werden in Systemen aber auch nur 16-, 32- oder 64-Bit-Wörter als Speicherelemente adressiert.
Eine mögliche physikalische Realisierung ist die Speicherzelle.
Die technische Realisation erfolgt
- bei statischen RAMs über Flipflop-Schaltungen
- bei dynamischem RAM mittels Speicherkondensator und Schalttransistor
- für Festwertspeicher mittels einer Reihe von Alternativen.